# Список испанских вице-королей Португалии

Королевский штандарт Габсбургов 1580-1668. Герб Португалии занимает почётное место

Вице-король Португалии — должность, которая представляла испанского монарха в качестве короля Португалии в период, когда Королевство Португалия было частью Испанской империи, известный как Иберийская уния (1580-1640).
Должность была создана после династического кризиса в Португальском королевстве после смерти Энрике I, и воспоследовавшего восшествия Фелипе II на португальский престол под именем Филипе I.
В соответствии с соглашением, достигнутом на кортес в Томаре в 1581 году, вице-королём или регентом королевства может быть только гражданин Португалии или член королевской семьи. Этот положение соблюдалось всегда, в том числе в периоды отсутствия вице-короля, когда страну возглавляла государственная хунта, называемая Регентский Совет Королевства Португалия (Consejo de Regencia del Reino de Portugal). Должность существовала весь период унии, исчезнув в 1640 году с отделением Португалии от Испанской короны.
Это список испанских вице-королей Португалии с 1580 по 1640 г.

## ЦарствованиеФилиппа I(1580—1598)
- Фернандо Альварес де Толедо, III-й герцог Альба (де-факто), 18 июля 1580 — 11 декабря 1582
- Альбрехт VII, эрцгерцог Австрии, кардинал, 11 февраля 1583 — 5 июля 1593
- Правительственный совет 5 июля 1593 — 1598:
  - Мигел де Кастро, архиепископ Лиссабона (1-й раз)
  - Жуан да Силва, граф Порталегри
  - Франсишку де Маскареньяш, граф Санта-Крус
  - Дуарти Каштелу-Бранку, граф Сабугал
  - Мигел де Моура

## ЦарствованиеФилиппа II(1598—1621)

Флаг Португалии, использовавшийся с 1616 по 1640 год

- Франсиско Гомес де Сандовал-и-Рохас, герцог Лерма, 1598 — 29 января 1600
- Криштован де Моура, маркиз Каштелу-Родригу (1-й раз), 29 января 1600 — 1603
- Афонсу Каштелу-Бранку, епископ Коимбры (1-й раз), 1603
- Криштован де Моура (2-й раз), 1603
- Афонсу Каштелу-Бранку (2-й раз), 1603 — 24 мая 1605
- Педру де Каштилью, епископ Лейрии (1-й раз), 24 мая 1605 — февраль 1608
- Криштован де Моура (3-й раз), февраль 1608 — 1612
- Педру де Каштилью (2-й раз), 1612
- Алейшу де Менезеш, епископ Браги, 1612 — 1615
- Мигел де Кастро, архиепископ Лиссабона (2-й раз), 1615 — 10 мая 1619
- Диого да Силва э Мендонса, граф Салинас, 10 мая 1619 — 1 сентября 1621

## ЦарствованиеФилиппа III(1621—1640)
- Правительственный совет 1 сентября 1621 — 30 августа 1623:
  - Мартин Афонсу Мешиа, епископ Коимбры (председатель)
  - Диого де Кастро, граф Басто
  - Нуно Алвареш Перейра Колон-и-Португал, герцог Верагуа
- Правительственный совет 30 августа 1623 — 1631:
  - Диого де Кастро, граф Басто (председатель)
  - Афонсу Фуртаду де Мендонса, епископ Коимбры
  - Диого да Силва, граф Порталегри
- Правительственный совет 1631 — март 1632:
  - Антониу де Атаиде, граф Кастро-Дайре (председатель)
  - Нуно де Мендонса, граф Вале-душ-Реиш
- Нуно де Мендонса, граф Вале-душ-Реиш, март 1632 — 12 мая 1633
- Жуан Мануэл, архиепископ Лиссабона, 12 мая — 4 июля 1633
- Диого де Кастро, граф Басто (2-й раз), 1633 — 1634
- Маргарита Савойская, герцогиня Мантуи, 1634 — 1 декабря 1640

## Источник
- Virreinato de Portugal (недоступная ссылка)